# والتر جونز جونيور
والتر بيمان جونز جونيور (بالإنجليزية: Walter B. Jones)‏ (10 فبراير، 1943 ـــ 10 فبراير 2019)  هو سياسي أمريكي قضى اثنتي عشرة ولايًة في مجلس نواب الولايات المتحدة كعضو  في الحزب الجمهوري للولاية الثالثة للكونغرس في كارولينا الشمالية من عام 1995 حتى وفاته عام 2019. تشمل الولاية المناطق الساحلية في كارولينا الشمالية، ومن الضفة الخارجية والمناطق القريبة من بحيرة ‹‹ بامليكو ساوند››  في الشمال، إلى الجنوب في الضواحي الشمالية لـ وبليمنجتون.  كان والد جونز وهو والتر ب ـ  جونز الأب، عضوًا في الحزب الديمقراطي من المقاطعة الأولى المجاورة. وقبل انتخابه في مجلس النواب الأمريكي، عمل عشر سنوات في مجلس النواب لولاية كارولينا الشمالية كعضو في الحزب الديمقراطي وعمل ايضًا  كمديرًا تنفيذيًا للأعمال.
قبل تغيير الاحزاب في عام 1994 كان جونز ديمقراطيًا مثل والده، وذلك قبل انتخابه للمرة الأولى في مجلس النواب الأمريكي. وحتى بعد ان أصبح جمهوريًا، فأنه كثيرًا ما كان ينفصل عن حزبه في القضايا الرئيسية. دعم مشاركة الولايات المتحدة في حرب العراق في البداية، لكنه أصبح أحد أشدُ منتقديها، بحجة ان إدارة جورج دبليو بوش قد أخطأت في تضليل الكونغرس بمعلومات استخباراتية انتقائية لكي تكسب ترخيصًا للحرب. كما انه كان ناقدًا لإدارة بوش في فصله للمدعين الاتحاديين، وقد انضم إلى الديمقراطيين لإثارة  قضية زيادة الحد الادنى للأجور إلى الفدرالية. وخلال فترة حكم اوباما، صوّتَ ضد الجمهوريين لاختيارهم المسار نحو الرخاء  في الميزانية المقترحة لعام 2011.  وبعد ذلك تم عزله من أدوار اللجنة الرئيسية بسبب رفضه قيادة الحزب. اثناء رئاسة ترامب، كان صوتًا متكررًا في قاعة الكونغرس يدعو إلى التدقيق والتفحص في رئاسة ترامب، بما في ذلك المطالبة بإظهار العائدات الضريبية له والدعوة لأجراء تحقيقات حول تورط ترامب اثناء حملته الانتخابية في التدخل الروسي في انتخابات الولايات المتحدة لعام 2016.
كانت توجهاته ذات نزعة تحررية، كان عضوًا في تجمع الحرية. ويصنف اتحاد المحافظين الأمريكيين جونز باستمرار على انه أدنى زملائه الجمهوريين الذين يدعمون البرنامج السياسي المحافظ. على الرغم من انه حصل على تصنيفات اعلى من مجلة المحافظين ونادي النمو.

## بداية حياته، التعليم، والاعمال المهنية
جونز هو نجل نائب مجلس الولايات المتحدة والتر ب-جونز الاب (1913-1992) ودورسيا ‹‹الطويل›› جونز (1914- 1984).
عاش جونز في فارمفيل طوال حياته اذ يعد من المقيمين الدائمين فيها، وهي بلدة صغيرة بالقرب من جرينفل، بولاية كارولينا الشمالية. التحق بأكاديمية هارغريف  العسكرية في مدينة تشاتام، بولاية فرجينيا وتخرج عام 1966 بدرجة بكالوريوس في الآداب من كلية أتلانتك المسيحية (كلية بارتون الآن) في ويلسون بولاية كارولينا الشمالية، قبل ان يخدم أو يقضي اربع سنوات (1967- 1971) في الحرس الوطني لولاية كارولينا الشمالية. وعمل كمسؤول تنفيذي في شركة التموين التجارية لعائلته.

## الهيئة التشريعية لولاية كارولينا الشمالية
كان جونز أول من انتخب كديمقراطي في مجلس النواب لولاية كارولينا الشمالية في عام 1982. خدم لمدة خمس ولايات ‹‹دورات انتخابيه››، حتى عام 1992. وقد مثل مقاطعة بيت. كان معروفًا في مجلس كارولينا الشمالية بدعوته لإصلاح   تمويل الحملات الانتخابية وكسب التأييد.

## مجلس نواب الولايات المتحدة

### الانتخابات

#### 1992
بعد ان أعلن والده تقاعده من الكونغرس عام 1992، شغل جونز مقعد والده في ولاية الكونغرس الأولى في كارولينا الشمالية. احتل المرتبة الأولى في الانتخابات التمهيدية الديمقراطية بحصوله على 38% من الاصوات، لكنه فشل في الوصول إلى 50% من الاصوات وكانت هذه هي عتبة الفوز بالترشيح. وعندما أعيدت  الانتخابات، فانه هُزم على يد ايفا كلايتون، وهي رئيسة مجلس مفوضي مقاطعة وارين، بحدود 55%-45% صوتا. تلقت كلايتون الدعم من قبل ثلاثة من المرشحين الاساسيين المهزومين اضافًة إلى دعم الجالية الأمريكية الأفريقية لها. توفي جونز الاب قبل انتهاء ولايته، لذلك تم انتخاب  كلايتون لإنهاء  الشهرين المتبقيين  من ولايته.

#### 1994
في عام 1994، قام بالتبديل بين الاحزاب وذهب إلى الولاية الثالثة للكونغرس في كارولينا الشمالية، والتي استوعبت جزءًا كبيرًا من أراضي والده السابقة. كان سباقه في البداية ضد الديمقراطي الحالي مارتن لانكستر على اشده حتى نشر جونز صورة يركض فيها كل من لانكستر مع الرئيس بيل كلينتون، اغضبت هذه الصورة العديد من الناخبين في الولاية وذلك بسبب مواقفه الليبرالية الاجتماعية (خاصة على المثليين في الجيش). على الرغم من ان الديمقراطيين كانوا يتمتعون بأسبقية كبيره لدى الناخبين المسجلين ألا ان الولاية الثالثة كانت تمتاز بكونها دائمًا ذات نزعه اجتماعيه محافظه للغاية، وبالأخص جيسي هيلمز كان لديه قاعده كبيره من الدعم هناك. كجزء من استيلاء الجمهوريين على الكونغرس عام 1994، هزم جونز لانكستر 53%_47%. بعد فوزه هذا أصبح جونز أول جمهوري يمثل جزءًا كبيرًا من شرق ولاية كارولينا الشمالية في مجلس النواب منذ أعادة الاعمار.

#### 2004_1996
من عام 1994، فاز جونز بإعادة انتخابه بنسبة 61% كحد ادنى في كل انتخابات عامة. أما اخطر تحد واجهه جاء في الانتخابات العامة لعام 2000، عندما  أنفق خصمه أكثر من 104 مليون دولار في محاولة لإسقاطه. حصل جونز على 61% من الاصوات في تلك الانتخابات، ساعده إلى حد كبير جورج دبليو بوش، وفاز بالمركز الثالث بأعلى درجة فوز له في الولاية.

#### 2006
تمت إعادة انتخابه بسهوله للولاية السابعة في عام 2006، حيث حصل على 69% من الاصوات بالرغم من ان النتيجة الوطنية للجمهوريين كانت سيئة للغاية عمومًا.

#### 2008
أدى التغيير الجوهري لجونز بشأن حرب العراق (انظر أدناه) إلى مواجهة معارضة خطيرة تعد الأولى منذ بداية ترشحه للكونغرس. تم الطعن فيه من قبل مفوض مقاطعة أونلسوا جو ماكلوين. هزم جونز ماكلوين بسبب سوء التمويل بنسبة 59%_41%. وفي الانتخابات العامة هَزَم جونز أيضا كريج ويبر بنسبة 66%_ 34%.

#### 2010
في الانتخابات العامة، هُزِم جوني روس على يدِ جونز بعدد أصوات بلغ 73%.

#### 2012
قام بمواجهة فرانك بالومبو، وهو قائد شرطة نيوبرن السابق في الانتخابات التمهيدية الجمهورية وفاز علية في اليوم الثامن من شهر أيار. وفاز ايضًا على فيلق المشاة البحرية المخضرم أريك اندرسون في الانتخابات العامة.

#### 2014
واجههُ في تلك الانتخابات تايلور جريفين، وهو المعاون السابق للرئيس جورج دبليو بوش، والذي كان مدعومًا بشدة من قبل أموال خارجية، وفاز في الانتخابات التمهيدية للحزب الجمهوري في السادس من أيار.

#### 2016
هَزَم الديمقراطي أرنست ريفز بنسبة 67% _32%.

#### 2018
تمت إعادة انتخاب جونز لفترة رئاسته النهائية في شهر تشرين الثاني _2018 بدون معارضه.

### فترة الحكم
حصل جونز على تقييم لمدى الحياة قدره 84,69 من اتحاد المحافظين الامريكيين. ومع ذلك أصبح سجل تصويته أكثر اعتدالًا في السنوات التي سبقت وفاته، وفقًا لتصنيف المجموعة. وفي السنوات الاخيرة، حصل على بعض التصنيفات من قبل ال أي سي  يو والتي تعد الادنى لأي جمهوري من الجنوب. في عام 2006، حصل على 79، في عام 2007 حصل على 71، في عام 2008 حصل على 58، في عام 2009 حصل على 83، وفي عام 2010 حصل على 65، واما في عام 2011 حصل على 60، وتعد التصنيفات الخمسة السابقة هي أدنى التصنيفات المسجلة في تلك السنوات بالنسبة لجمهوري من ولاية كارولينا الشمالية.
احتل جونز المرتبة السابعة والثلاثين كأكثر عضوًا تم تأييده من قبل الحزبيين في مجلس نواب الولايات المتحدة خلال كونغرس الولايات المتحدة المئة وأربعة عشر  (وايضًا أكثر عضو مؤيدًا من قبل الحزبين في مجلس نواب الولايات المتحدة لولاية كارولينا الشمالية). ان مؤشر التأييد من الحزبين تم انشائه من قبل مركز لوغر ومدرسة ماكورت للسياسة العامة التي تصنف أعضاء كونغرس الولايات المتحدة حسب درجتهم الحزبية أو توافقهم الحزبي (بواسطة قياس تكرار فواتير كل عضو يجذب رعاة مشاركين من الحزب المعارض ومشاركة رعاية كل عضو لفواتير من قبل أعضاء من الحزب الآخر).  ذكر جونز انه كان بمقدور والده ان يصوت وفقا لـ ضميره حتى يصبح عضوًا في قيادة البيت الديمقراطي،  ولكنه في ذلك الوقت كان يصوت حسب مسار الحزب. وعلى سبيل المثال، فقد صوت والده لصالح خطة الإنقاذ الفدرالية لمدينة نيويورك المفلسة في عام  1975 رغم معارضته لها شخصيًا واردف جونز قائلًا عن ذلك التصويت ‹‹كان عليه ان يصوت بتلك الطريقة. فاني أفضل ان افعل ما اعتقد بانه الصواب بدلًا من بيع ضميري السياسي أو غشه››. انجرف جونز اتجاه المسار التحرري عندما غير مواقفه من السياسة الخارجية وبما في ذلك موقفه من حرب العراق. عارض جونز مشاريع انفاق على برميل لحم الخنزير (وهي كناية شائعة تستخدم عند اعتماد الانفاق الحكومي للمشاريع المحلية) وكان أحد اقوى الدعاة إلى الحظر الفدرالي للعب البوكر على الانترنيت.
في عام 2006، قال انه يرعى اتش.آر4777، هو قانون حظر لعب القمار على شبكة الانترنيت وصوت لصالح اتش.آر 4411، وهو ترشيح جودلات لقانون حظر القمار عبر الانترنيت. وقف جونز مع الديمقراطيين في القضايا الاقتصادية مثل رفع الحد الادنى للأجور. كان من محبي الحيوانات وقال انه يود إنشاء نصبا تذكاريا لكلاب الحرب في المول الوطني. أيد جونز رون بول عام 2008 في سباق الرئاسة للولايات المتحدة الأمريكية. وحسب الاستطلاع السنوي الذي اجرته مجلة واشنطن، صوت أعضاء الكونغرس لصالح جونز واختير كأفضل عضو في مجلس النواب.
في عام 2007، صدر تشريع عن جونز بالاشتراك مع زميله عضو الكونغرس في ولاية كارولينا الشمالية هيث شولر يقضي بأن يكون لدى شركات الطيران أجزاء من الطائرات لا توجد فيها شاشات سينمائية كبيرة مرئية. والغاية من ذلك هو تجنب الوضع الذي يمكن بأن يشاهد فيه الأطفال أفلامًا يعتبرها آباؤهم غير مرغوبة. كما يعد الراعي الجمهوري الوحيد لتشريع قانون يغير المبادئ الاخلاقية لمجلس النواب الذي أقُترح من قبل دوم ديلاي. في الرابع عشر من فبراير، 2008، كان جونز واحد من ثلاثة جمهوريين فقط (مع كل من رون بول وواين جيلشريست) للتصويت على عقد جورج دبليو بوش للمقربين له وهم جوشوا بولتن وهارييت مايرز في ازدراء الكونغرس لعدم الادلاء بشهادته وتقديم وثائق ذات صلة في فصل المدعين الاتحاديين.